# Horatio Gates
Horatio Gates (26 de julio de 1727 - 10 de abril de 1806) oficial del ejército británico, y posteriormente, general estadounidense durante la guerra de independencia. Su nombre se asocia frecuentemente a la victoria norteamericana en la batalla de Saratoga y a la derrota en Camden.

## Los comienzos de su carrera
Horatio Gates era hijo de una pareja al servicio de Peregrine Osborne, segundo duque de Leeds, en Maldon (Essex), en Inglaterra en 1727.
Gates recibe su diploma de teniente del ejército británico en 1745. Sirve en Alemania durante la Guerra de Sucesión Austriaca, y posteriormente es ascendido a capitán de las tropas provinciales de Nueva Escocia en 1753.
Durante la guerra de los Siete Años, Gates combate bajo las órdenes del general Edward Braddock en América. En 1755, toma parte en la expedición Braddock, que fracasó en su tentativa de apoderarse del acceso al valle de Ohio. En esta expedición participan otros hombres que se convertirían en jefes militares durante la Guerra de independencia, como Thomas Gage, Charles Lee, Daniel Morgan y George Washington. Gates combatirá más tarde en las Antillas y participará en la toma de Martinica.
En octubre de 1754, Horatio se casa con Elizabeth Phillips y en 1758 nace su hijo Robert. En aquella época, para hacer carrera en el seno del ejército británico era necesario dinero o influencia, y la carrera militar de Gates se estanca. Decide entonces retirarse del ejército británico con el grado de mayor en 1769 y emigra a América. Se instala con su familia en una pequeña plantación de Virginia.

## Guerra de Independencia de los Estados Unidos
Cuando Gates se entera de que habrá revolución, se dirige a Mount Vernon para ofrecerle sus servicios a George Washington. En junio, el Congreso Continental comienza a organizar el Ejército Continental. Aceptando el mando, Washington presiona al Congreso para nombrar a Gates ayudante del ejército (el grado más elevado de la jerarquía de los suboficiales de élite). El 17 de junio de 1775, el Congreso le nombra general de brigada y general adjunto del Ejército Continental.
La experiencia de Gates en tiempos de guerra es inestimable para el joven ejército estadounidense que no está más que en sus primeros balbuceos. Gates y Charles Lee son los únicos que han tenido una experiencia significativa en el ejército británico regular. Como general adjunto, crea el sistema de informes y de órdenes del ejército, y participa en la estandarización de los regimientos de las distintas colonias.
Mientras que sus talentos como administrador son de gran valor, lo que realmente desea Gates es un mando en el frente. Hacia junio de 1776, es promovido a Mayor general y comandante del Departamento canadiense en sustitución de John Sullivan.

### Comandante de campo: Saratoga y el teatro del norte
Los resultados de Gates como comandante fueron mucho menos satisfactorios que como ayudante. Nunca consiguió estar al frente del Departamento canadiense, ya que la invasión americana de Canadá había sido abandonada antes de su llegada. Terminó como asistente del general Schuyler en el Departamento del Norte.
Aunque sus tropas estuvieron con Washington en la batalla de Trenton, Gates no estaba presente. Siempre partidario de la acción defensiva, Gates argumentaba a Washington que, mejor que atacar, deberían retirarse más lejos. Cuando Washington descartó este consejo, Gates usó una pretendida enfermedad como excusa para no participar en el ataque nocturno. Gates siempre fue de la opinión que él, no Washington, debería mandar el ejército Continental, una opinión apoyada por varios ricos y prominentes delegados de Nueva Inglaterra en el Congreso Continental. Hacia diciembre, a Gates presionó activamente en el Congreso para conseguir el puesto. Los contundentes éxitos de Washington en las batallas de Trenton y Princeton no dejaron duda sobre quién debería ser el comandante en jefe. Gates fue enviado al norte con órdenes de asistir a Schuyler en Nueva York. Pero en 1777, el Congreso culpó Schuyler y St. Clair por la pérdida del Fuerte Ticonderoga, aunque Gates hubiera ejercido un prolongado mando en la región, y finalmente dieron a Gates el mando del Departamento Norte el 4 de agosto.
Gates asumió el mando el 19 de agosto, justo a tiempo para frenar la invasión del general británico Burgoyne en la batalla de Saratoga. Mientras Gates y sus partidarios intentaban atribuirse el mérito de la victoria y la rendición de Burgoyne, las acciones militares fueron dirigidas por comandantes de campo como Benedict Arnold, Enoch Poor, Benjamin Lincoln y Daniel Morgan. La victoria de John Stark sobre una importante fuerza británica en Bennington (las fuerzas de Stark mataron o capturaron a más de 900 soldados británicos) contribuyó también a la victoria Continental.
Gates intentó aprovechar sus victorias para relanzar su carrera política con la victoria, especialmente desde que George Washington no acababa de conseguir triunfos con el ejército principal. De hecho, Gates insultó a Washington enviando informes al Congreso en vez de a Washington, su oficial superior. Gracias a las influencias de Gates, el Congreso puso a este último al frente del Ministerio de Guerra, un puesto que él asumió conservando su comandancia de campo - un conflicto de intereses sin precedentes. Gracias a los esfuerzos de Gates y sus amigos, el Congreso volvió a considerar la sustitución de Washington por Gates como comandante en jefe. El fracaso de Conway Cabal puso fin a esta maniobra y Gates dimitió como Ministro de Guerra, asumiendo el puesto de comandante del Departamento Este en noviembre de 1778.

### Comandante de campo: Camden y el teatro del sur
En mayo de 1780, las noticias de la caída de Charleston (Carolina del Sur) y la captura del ejército del sur del General Benjamin Lincoln llegaron al Congreso. Se realizó una votación para situar a Gates al mando del Departamento del Sur, que se enteró de su nuevo destino en su casa cerca del actual Shepherdstown (Virginia Occidental), y se dirigió al sur para asumir el mando del resto de las fuerzas Continentales cerca del Deep River en Carolina del Norte el 25 de julio de 1780.
Gates condujo a su Ejército Continental y grupos de milicianos hacia el sur para enfrentarse con el Marqués de Cornwalllis en la batalla de Camden el 16 de agosto, en la que fueron derrotados de manera aplastante. El único logro notable de Gates en la fracasada campaña fue cubrir 170 millas a caballo en tres días, dirección norte. Su amarga desilusión fue agravada por la noticia de la muerte en combate de su hijo Robert en octubre. Nathanael Greene sustituyó a Gates como comandante el 3 de diciembre, y él volvió a su casa en Virginia. A causa del fracaso en Camden, el Congreso adoptó una resolución requiriendo una junta de investigación (antesala de una corte marcial) para examinar la conducta de Gates en aquel acontecimiento.

### Estado Mayor y Newburgh
Como cualquiera que soporta una corte marcial de otros oficiales (en particular de aquellos con quien él estaba en disputa por el ascenso —Arnold, entre otros—), Gates se opuso vehementemente a la comisión de investigación sobre su conducta en la batalla de Camden. Aunque no volvió a ser nombrado comandante de campo, los partidarios de Gates de Nueva Inglaterra en el Congreso vinieron de nuevo en su ayuda en 1782, cuando el Congreso revocó su resolución de requerir una junta de investigación sobre el desastre de Camden. Gates entonces se reincorporó al Estado Mayor de Washington en Newburgh, Nueva York. Ciertos rumores implicaron a algunos de sus ayudantes en la conspiración Newburgh de 1783. Gates pudo haber consentido en implicarse, aunque esto permanezca confuso.

## Después de la guerra
La esposa de Gates, Elizabeth, murió en el verano 1783. Gates se retiró en 1784 y volvió a Virginia. Sirvió como presidente de la Virginia Society de Cincinnati y trabajó para reconstruir su vida. Propuso en matrimonio a Janet Montgomery, la viuda del General Richard Montgomery, pero ella se negó. En 1786 se casó con Mary Vallance, una viuda rica.
Gates vendió su finca de Virginia y liberó a sus esclavos a petición de su amigo John Adams. La pareja envejecida se retiró a una finca al norte de la isla de Manhattan. Su apoyo posterior a la candidatura presidencial de Jefferson terminó su amistad con Adams. Gates y su esposa permanecieron activos en la sociedad de la ciudad de Nueva York, y fue elegido durante un mandato en la legislatura del Estado de Nueva York en 1800. 
Gates murió el 10 de abril de 1806 y fue sepultado en el cementerio de la Iglesia de la Trinidad en Wall Street, aunque se desconoce la situación de su tumba.

## Imágenes

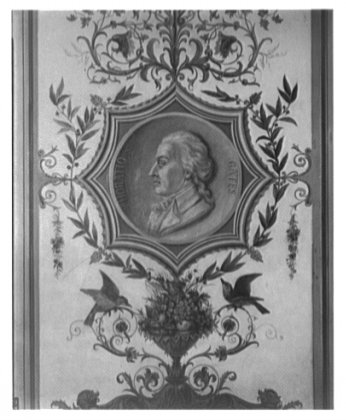
Fresco que se encuentra en un pasillo del Senado del Capitolio de los Estados Unidos, Horatio Gates.
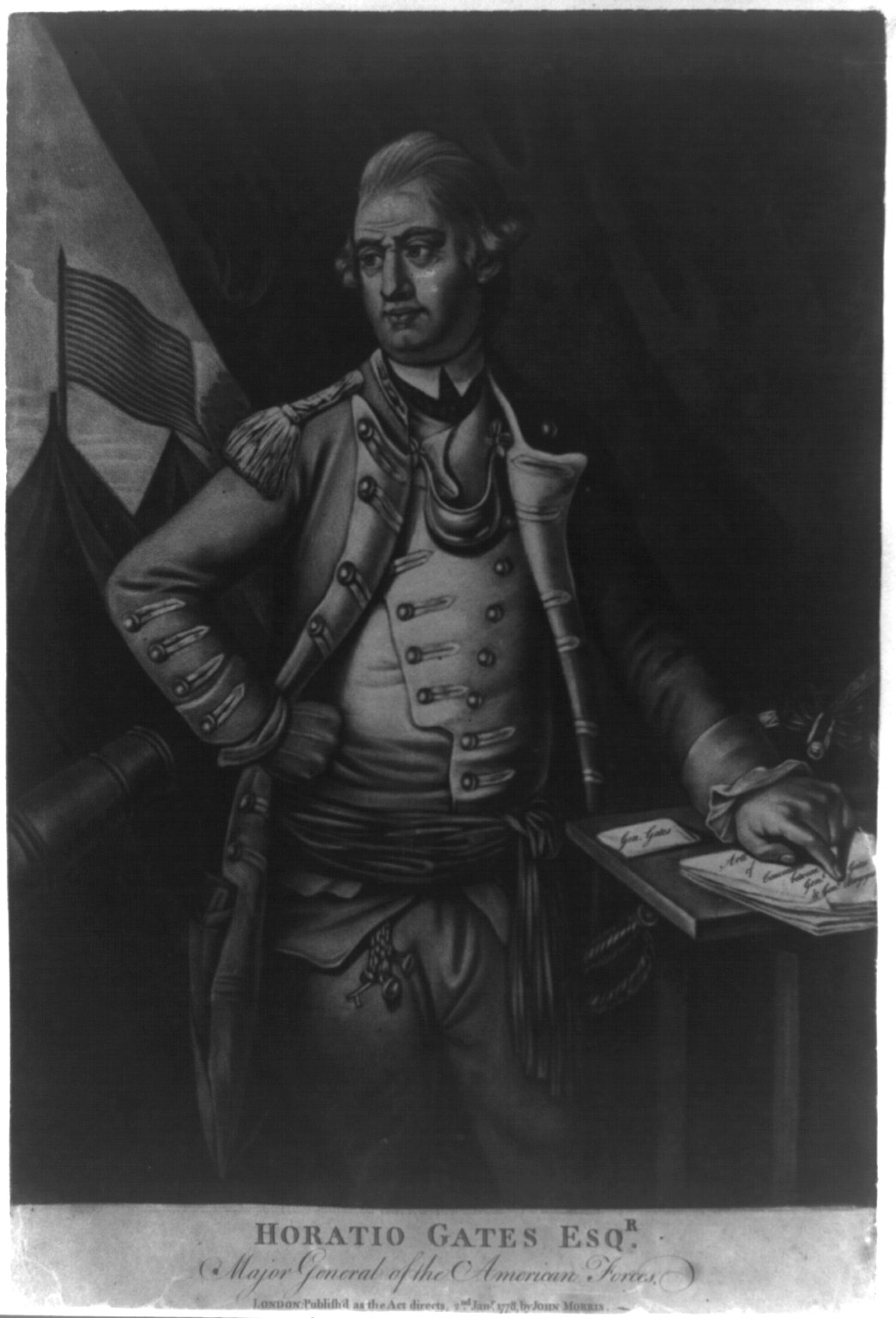
Retrato de Horatio Gates, mayor de las fuerzas americanas. 1778.
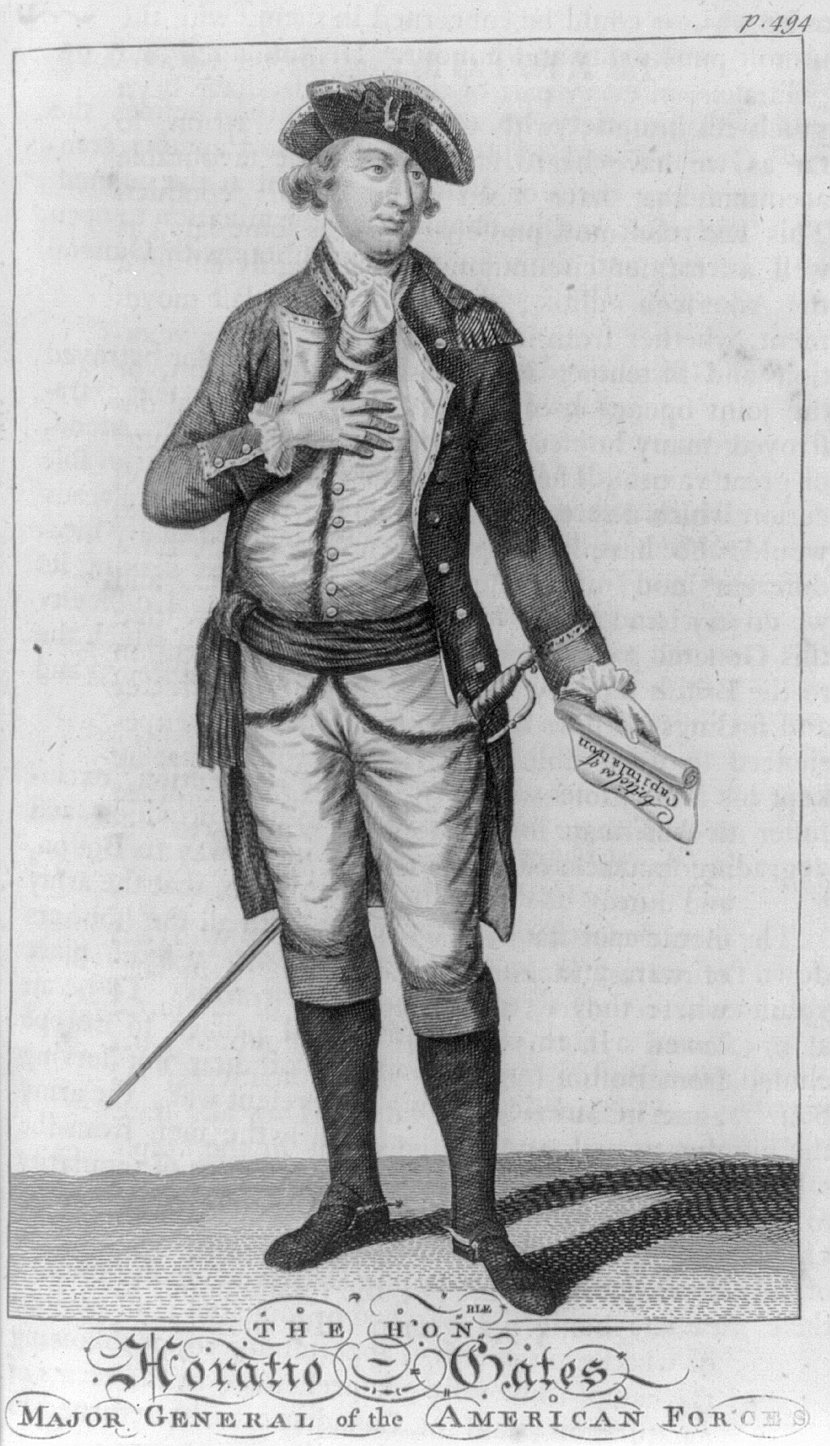
Horatio Gates, mayor de las fuerzas americanas. 1780.
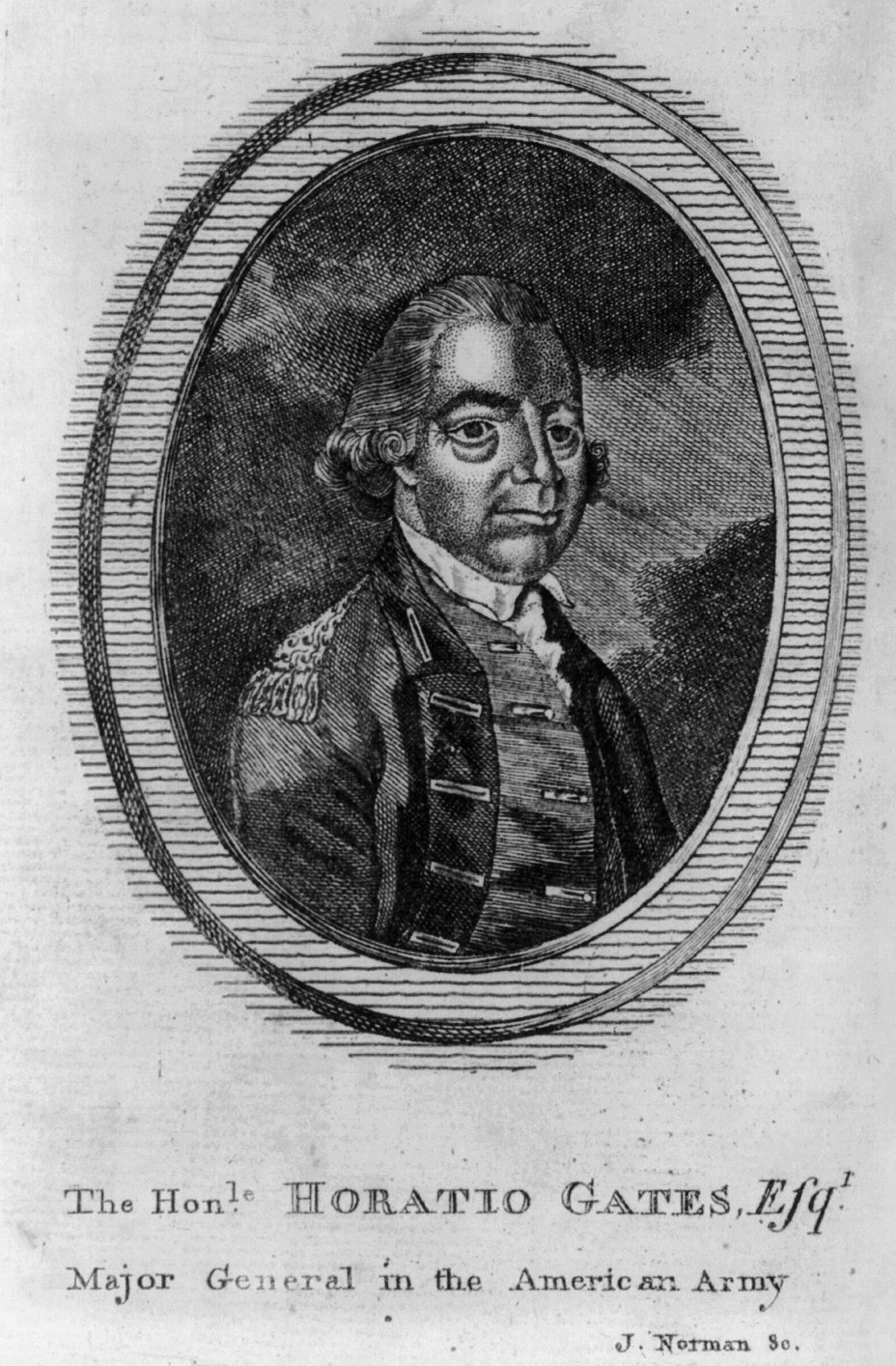
Horatio Gates, Esqr., mayor del ejército americano, 1781.
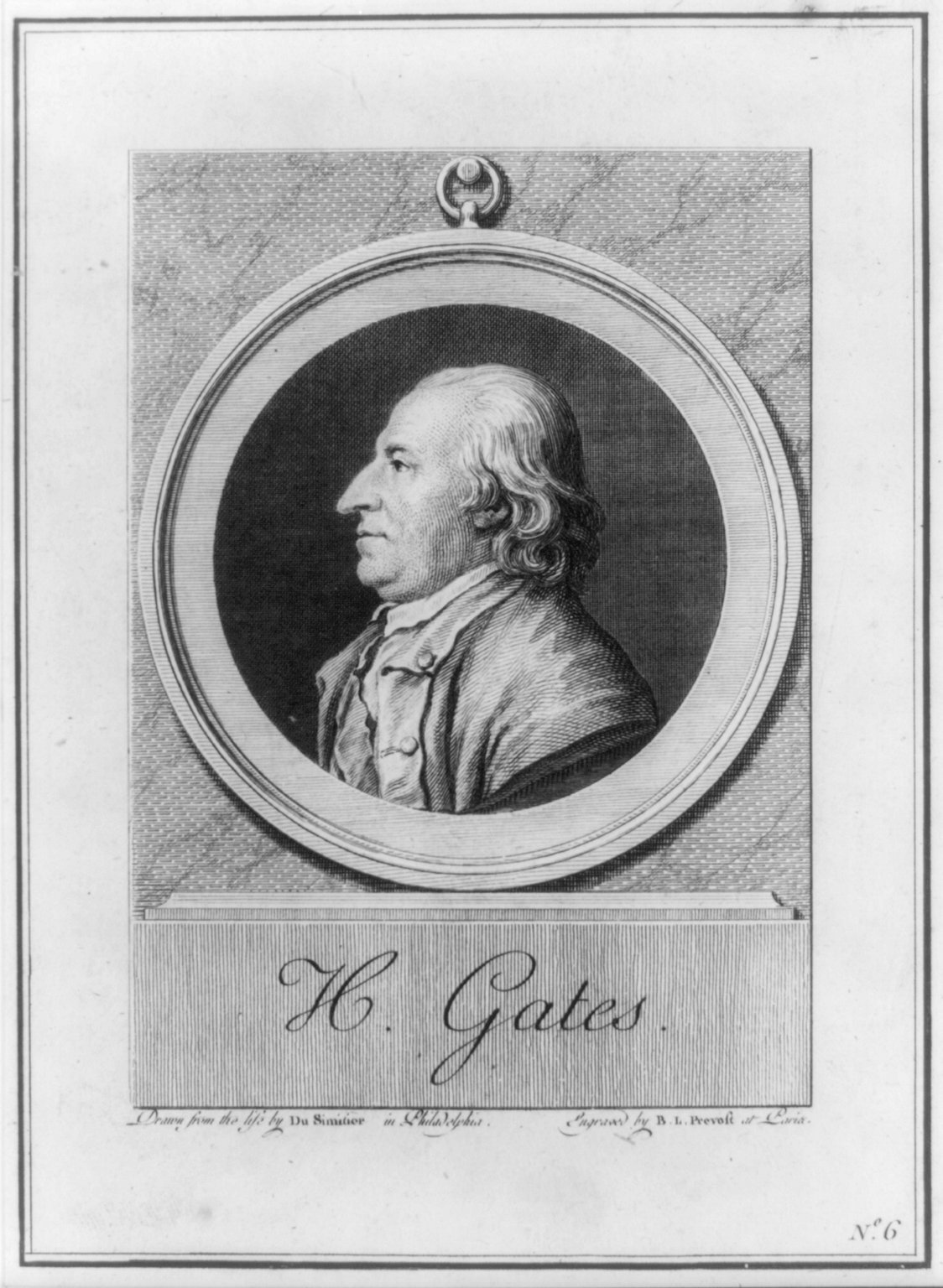
Horatio Gates / retrato de Du Simitier realizado en Filadelfia. 1781.
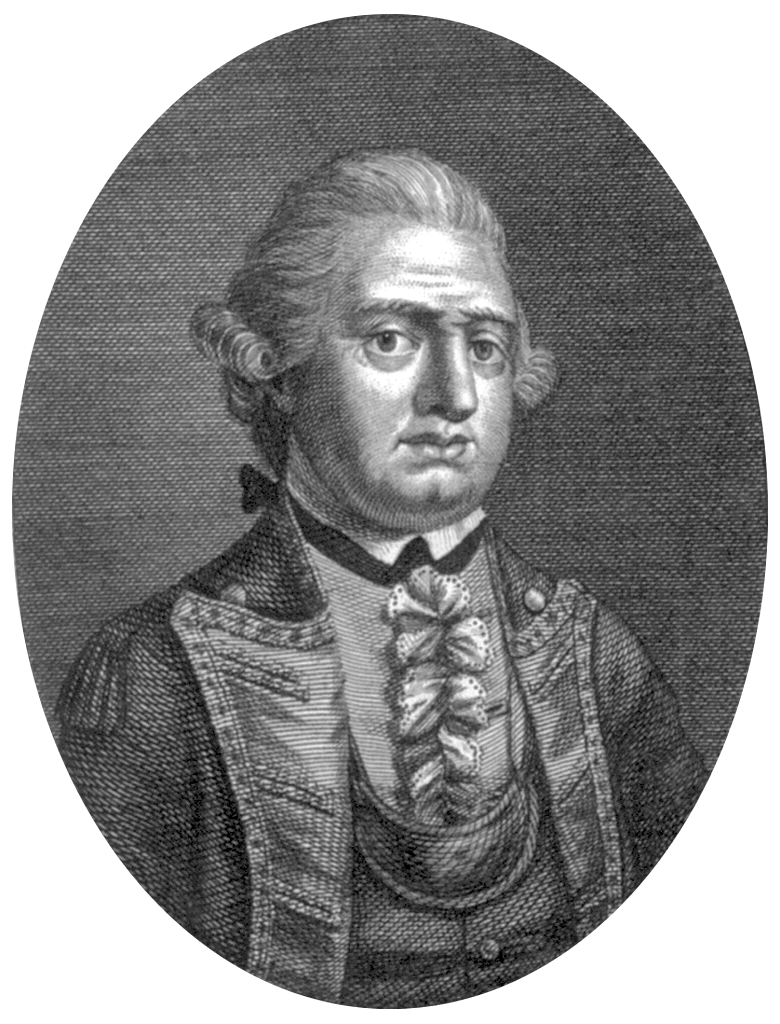
General Horatio Gates, 1782.
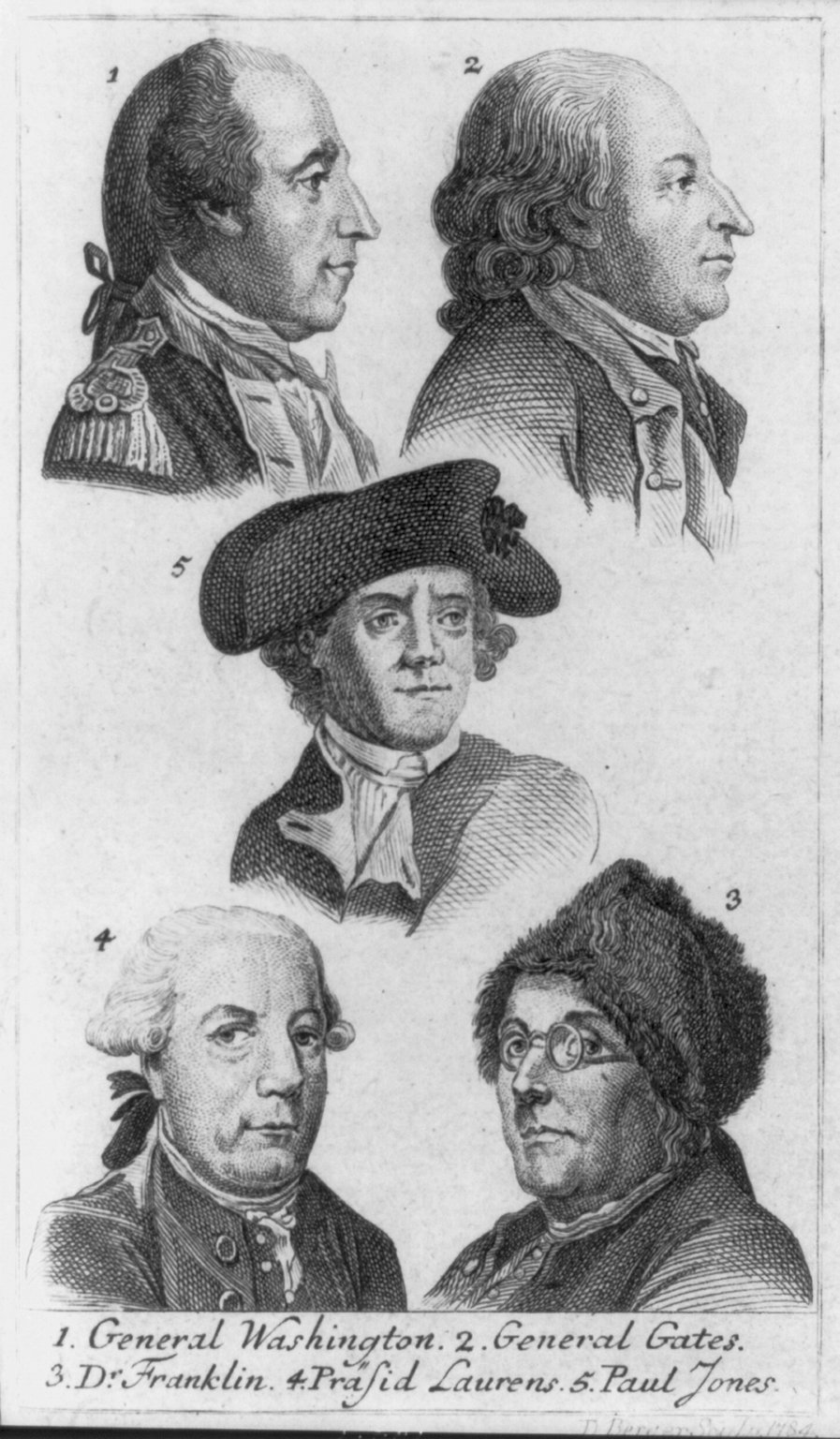
1. General George Washington 2. General Horatio Gates 3. Dr. Benjamin Franklin 4. Henry Laurens 5. John Paul Jones. 1784.

- Datos: Q365124
- Multimedia: Horatio Gates / Q365124